# Monopeltis scalper
Monopeltis scalper là một loài bò sát trong họ Amphisbaenidae. Loài này được Günther mô tả khoa học đầu tiên năm 1876.